# 御室仁和寺車站

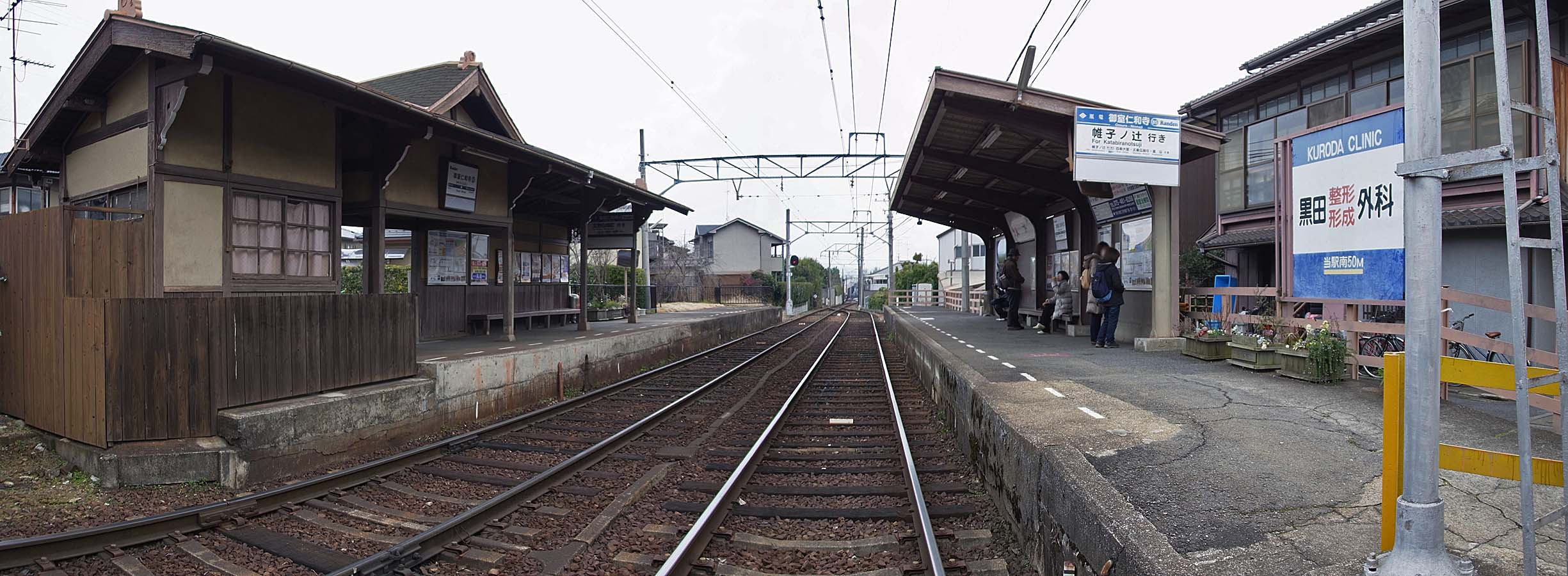
月台(2013年1月)

御室仁和寺站（日语：／ Omuro-Ninnaji eki */?）位於京都府京都市右京區御室小松野町，是京福電氣鐵道北野線的鐵路車站。車站編號為B5。

## 歷史
- 1925年（大正14年）11月3日 - 本站作為京都電燈經營的嵐山電鐵北野線的車站開業，當時的名稱為御室站[1]。
- 1942年（昭和17年）3月2日 - 由於路線繼承，成為京福電氣鐵道的車站[1]。
- 2002年（平成14年）- 入選第三回近畿車站百選。
- 2007年（平成19年）3月19日 - 改稱為御室仁和寺站[1]。

## 車站構造
本站為側式月台2面2線的地面車站，列車可在此交會。只有往北野白梅町站方向的月台設有站房。

## 車站周邊
- 仁和寺
- 京都市立御室小學校
- 京都市立雙丘中學校

### 公車路線
設有公車站牌御室仁和寺，從車站向北走200公尺，位於仁和寺的山門前。
- 京都市營巴士：10・26・59系統
- 西日本JR巴士：高雄・京北線

## 相鄰車站
京福電氣鐵道
 北野線
妙心寺（B6）－御室仁和寺（B5）－宇多野（B4）

## 外部連結
- 御室仁和寺站 （页面存档备份，存于） - 京福電氣鐵道
- 御室仁和寺停留所（京都市營巴士） （页面存档备份，存于）（日語）
- 御室仁和寺停留所（西日本JR巴士）
  - 往栂之尾・周山 （页面存档备份，存于）（日語）
  - 往京都站 （页面存档备份，存于）（日語）